# Falco 3
| Оценки критиков | Оценки критиков |
| Источник        | Оценка          |
| --------------- | --------------- |
| AllMusic        | [ 1 ]           |

Falco 3 — третий студийный альбом австрийского певца и музыканта Фалько. Вышел 15 октября 1985 года.
В США (да и не только) альбом был обязан своей популярностью прежде всего песне «Rock Me Amadeus», которую много крутили на радио и телевидении.
Следующий сингл с него, песня «Vienna Calling», тоже пользовалась популярностью. В частности, а США она достигла первой двадцатки в Billboard Hot 100.
Ещё одна вещь с этого альбома, запрещённая на радио «Jeanny», по мнению музыкального критика с сайта AllMusic Джей-Ти Гриффита, являет собой пример классической песни в стиле синтпоп 1980-х годов, которую «стыдно слушать, но очень нравится» (англ. guilty pleasure). Она тоже стала большим хитом в ряде стран.
Также в альбом входят две кавер-версии известных песен других исполнителей. Это песня «Looking for Love» американской группы The Cars, вошедшая в альбом под названием «Munich Girls» и получившая частично новый текст на немецком языке, и закрывающая диск «It’s All Over Now, Baby Blue» Боба Дилана.
Джей-Ти Гриффит в своей рецензии на сайте AllMusic также замечает, что из альбомов Фалько этот самый лучший и самый популярный. Сразу шесть песен с него потом вошли в сборник лучших хитов (Greatest Hits) музыканта.

## Музыкальный стиль
Критик Джей-Ти Гриффит в своей рецензии на сайте AllMusic относит данный альбом к жанрам новой волны и танцевальной поп-музыки.

## Список композиций
1. «Rock Me Amadeus» (The Gold Mix) (3:22)
В американской версии альбома вместо этой версии The Salieri Version (8:20)
2. «America» (The City Of Grinzing Version) (3:56)
3. «Tango the Night» (The Heart Mix) (2:28)
4. «Munich Girls» (Lookin’ for Love) (Just Another Paid One) (4:17)
5. «Jeanny» (Sus-Mix-Spect Crime Version) (5:50)
6. «Vienna Calling» (Waiting For the Extended Mix) (4:02)
В американской версии альбома вместо этой версии The Metternich Arrival Mix (7:38)
7. «Männer des Westens-Any Kind of Land» (Wilde Bube Version) (4:00)
8. «Nothing Sweeter Than Arabia» (The Relevant Madhouse Danceteria Jour-Fix-Mix) (4:46)
9. «Macho Macho» (Sensible Boy’s Song) (4:56)
10. «It’s All Over Now, Baby Blue» (No Mix) (4:41)